# Macak Papian
Macak Papian (ur. 1901, zm. 1962) – radziecki armeński polityk, przewodniczący Prezydium Rady Najwyższej Armeńskiej SRR w latach 1937–1938 i 1938–1954.
Od 1929 członek partii komunistycznej, w 1935–1936 dyrektor kołchozu im. Stalina w rejonie stepanawańskim, od listopada 1937 do 12 lipca 1938 i ponownie od 14 lipca 1938 do 2 kwietnia 1954 przewodniczący Prezydium Rady Najwyższej Armeńskiej SRR (w 1938 na krótko zastąpiony przez Chaczika Hakopdżaniana).
W 1940 odznaczony Orderem Czerwonego Sztandaru Pracy.